# Faro (Département)
Faro ist ein Département der Region Nord in Kamerun.
Auf einer Fläche von 11.785 km² leben nach der Volkszählung 2001 81.472 Einwohner. Die Hauptstadt ist Poli.

## Gemeinden
- Poli
- Beka